# Platambus denticulatus
Platambus denticulatus är en skalbaggsart som beskrevs av Nilsson 2003. Platambus denticulatus ingår i släktet Platambus och familjen dykare. Inga underarter finns listade i Catalogue of Life.